# Big Game Fishing
Big-game fishing, ponekad zvan offshore sportski ribolov ili offshore game fishing, je oblik sportskog ribolova, s ciljem lova velike koštunjave ribe kao što su tuna i sabljarka na otvorenom moru, često vrlo udaljeno od kopna. Ovdje je potrebna jaka volja i tjelesna spremnost, kao i na natjecanjima. 

## Lokacije
Big Game Fishing se odvija na različitim lokacijama diljem svijeta gdje se nalaze takve ribe - izvan obala, Sjeverna Karolina, Florida, California i Havaji, istočnom obalama, Novi Zeland i Australija, preko Kariba i kod Meksika, te u Južnoj Americi, među ostalim mjestima i na Sredozemlju kao i kod nas na Jadranskom moru.

## Brodovi
Offshore game ribolov zahtijeva brod, s dovoljno kapaciteta, plovnost, brzinu, stabilnost i sposobnost prijevoza jedne posade na neke veće udaljenosti koji nose veliku količinu opreme. Potrebno je da održe stabilnost i kada se bore protiv ribe koja u ekstremnim okolnostima, može težiti preko 500 kilograma, te sigurno dovezu posadu nazad u eventualno nepovoljnim vremenskim uvjetima i moru. Posade mnogih big game fishing plovila u pravilu koristite veće brodove od 9 do 15 metara (30 do 50 stopa) u dužinu.

## Tehnike

### Trolling - panulavanje
Panulavanje (en. Trolling) - lov s prihranjivanjem
Riba se prevari panulavanjem, koriteći ribolovne mamce (najčešće su oblikovani tako da nalikuju na lignju) ili baited kuke iza broda. Koristi se više struna (silika, najlona). Za održavanje razmaka između struna koristimo se dugim štapovima s opremom dizajniranom da drži strunu zategnutu, a zatim, kad riba zagrize omogućava da pokrene mehanizam za otpuštanje. Štapovi se postavljaju na zadnjem djelu broda ili/i sa strana broda. Neki kapetani su usvojili tehnologiju komercijalnih ribara, često vrlo skupu, uključujući i skeniranje unaprijed putem sonara, mjerenje temperature vode, pa čak i satelitske podatke o temperaturi mora karte, a sve u cilju većeg zadovoljstva ribolovaca i bržeg traženja mjesta pogodnih za ribolov.

## Vanjske poveznice
- International Game Fishing Association (engl.)
- East Cape - Big Game Fishing  Arhivirana inačica izvorne stranice od 18. rujna 2008. (Wayback Machine) (engl.)